# Graphisme en France (revue)
Graphisme en France est une revue annuelle publiée en France depuis 1994 par le Centre national des arts plastiques.
Chaque livraison recense en un calendrier annuel les manifestations françaises liées au graphisme, comporte des articles de fond et a même proposé en 1996 une bibliothèque de référence ou en 2006 une frise chronologique illustrée du graphisme en France au XXe siècle.
Le numéro de chaque année bénéficie d'un travail graphique dédié, et l'ensemble de la collection, gratuitement disponible en ligne, constitue un panorama du graphisme français depuis 1994.

## Histoire
L'idée d'une publication annuelle recensant les événements liés au graphisme
naquit en 1992 lors du Mois du graphisme d'Échirolles qui accueillait un colloque consacré
aux lieux de promotion du graphisme en France et organisé conjointement avec la revue Signes. Rapportée par Marsha Emanuel à François Barré, alors délégué aux Arts plastiques, la création d'un calendrier annuel du graphisme parut nécessaire et celui-ci fut publié en 1994, rédigé par Michel Wlassikoff.
L'année suivante, le calendrier parut dans le numéro 73 d'Arts info, un magazine bimestriel publié par le Centre national des arts plastiques, qui publiait pour l'occasion un dossier consacré au graphisme.
En 1996, le calendrier est doublé d'une bibliothèque de référence et dès 1997 il s'enrichit d'un contenu rédactionnel formé de brèves ou de courts articles, non sans en publier la bibliographie de l'année.
Le premier article de fond paraît dans Graphisme en France en 1998 : rédigé par Michel Wlassikoff, il s'intitule Graphisme et informatique : rapide bilan d'une liaison durable. L'année suivante, ce sera Le Caractère singulier de la typographie française de Muriel Paris. À partir de la livraison 2009-2010, la parution se fait thématique : chaque numéro traite d'un thème précis, tel en 2018 « Exposer le design graphique ».
Peu à peu la pagination augmente : en 2003 la revue se déroule sur 24 pages, en 2005 sur 32, puis 40 pages pour la livraison 2009 - 2010, 52 en 2012, 64 en 2013, 94 en 2014, 98 en 2015.
Enfin, Graphisme en France s'est dotée d'un site internet. Son contenu, dont la mise à jour est fréquente, en fait une source d'information centrale pour le graphisme en France : outre le calendrier, il propose un contenu rédactionnel et recense les publications du Centre national des arts plastiques dédiées au graphisme, dont une lettre d'information, les actions pédagogiques autour du design graphique, qu'elles soient entreprises dans l'enseignement secondaire ou supérieur, les fonderies typographiques, les festivals, concours et prix, les magazines et publications en ligne.

### Conception graphique
| Livraison   | Graphiste                                                        |
| ----------- | ---------------------------------------------------------------- |
| 1994        | Évelyne Deltombe                                                 |
| 1995        | Daniel Perrier & Emmanuelle Vacher au sein du magazine Arts info |
| 1996        | Roxane Jubert de l'Atelier national de création typographique    |
| 1997        | Pierre di Sciullo                                                |
| 1998        | Jeanne Verdoux                                                   |
| 1999        | Isabelle Guillaume & Pierre Péronnet                             |
| 2000        | Agnès Rousseaux & Laurent Mercier                                |
| 2001        | Jean-Marc Ballée                                                 |
| 2002        | Sylvain Enguehard                                                |
| 2003        | Cyril Cohen                                                      |
| 2004        | Wijntje Van Rooijen                                              |
| 2005        | Frédéric Teschner                                                |
| 2006        | Laurent Mészáros                                                 |
| 2007        | Loran Stosskopf                                                  |
| 2008 - 2009 | Myriam Barchechat & Anne Denastas                                |
| 2009 - 2010 | Léa Champon & Mytil Ducomet                                      |
| 2010 - 2011 | Capucine Merkenbrack & Chloé Tercé                               |
| 2012        | Vanessa Goetz, Guillaume Allard & Johann Aussage                 |
| 2013        | Anna Chevance & Mathias Reynoird                                 |
| 2014        | Charlotte Gauvin & Matthieu Meyer                                |
| 2015        | Juliette Goiffon & Charles Beauté                                |
| 2016        | Alice Jauneau & David Vallance                                   |
| 2017        | Elsa Aupetit & Martin Plagnol                                    |
| 2018        | Camille Bonnivard                                                |
| 2019        | Clément Faydit & Rozenn Voyer                                    |
| 2020        | Théo Miller                                                      |
| 2021        | Marion Caron & Camille Trimardeau (Studio Béton)                 |
| 2022        | Quentin Creuzet, Domitille Debret & Simon Bouvier (F451)         |
| 2023        | Juliette Flécheux                                                |
| 2024        | Louise Garric                                                    |
| 2025        | Sarah Salomé Delétain                                            |

## Articles de fond
| Livraison | Thème                                                         | Auteur                                                                       | Titre |
| --------- | ------------------------------------------------------------- | ---------------------------------------------------------------------------- | --- |
| 1995      |                                                               | Frédéric Massard                                                             | Le Graphisme s'affiche |
| 1996      |                                                               | anonyme                                                                      | Une bibliothèque de référence |
| 1997      |                                                               | Jean Widmer                                                                  | Le Graphisme élargit son domaine |
| 1998      |                                                               | Michel Wlassikoff                                                            | Graphisme et informatique : rapide bilan d'une liaison durable |
| 1999      |                                                               | Muriel Paris                                                                 | Le Caractère singulier de la typographie française |
| 2001      |                                                               | anonyme                                                                      | Graphisme en France : la commande |
| 2002      |                                                               | Michel Wlassikoff                                                            | Forger une culture graphique |
| 2002      | anonyme                                                       | Événements et lieux de diffusion par ordre alphabétique                      | |
| 2003      |                                                               | Catherine de Smet                                                            | Notre livre (France) |
| 2004      |                                                               | Roxane Jubert                                                                | L'Histoire : une perspective d'avenir — Une autre pratique du design graphique |
| 2005      |                                                               | anonyme                                                                      | Profession graphiste (compilation d'informations pratiques) |
| 2005      | François Caspar                                               | La Création malmenée                                                         | |
| 2006      |                                                               | anonyme                                                                      | Chronologie du graphisme en France au XXe siècle |
| 2007      |                                                               | Catherine de Smet                                                            | Jeu de piste : archives et collections |
| 2008 - 09 |                                                               | Catherine de Smet                                                            | Apprendre et désapprendre |
| 2009 - 10 | Typographie                                                   | Thomas Huot-Marchand                                                         | Pour un apprentissage élargi du dessin de caractères |
| 2009 - 10 | Typographie                                                   | Michel Wlassikoff                                                            | La Lettre & le Temps — Brève analyse d’une décennie de création typographique en France                                                                                            |
| 2009 - 10 | Typographie                                                   | Jean-Baptiste Levée                                                          | Du facteur d’écritures typographiques |
| 2009 - 10 | Typographie                                                   | Peter Biľak                                                                  | Méthodes de distribution : les caractères numériques sur le marché mondial |
| 2010 - 11 | À l'épreuve du temps                                          | Jérôme Denis & David Pontille                                                | Les Espaces de variation des objets graphiques |
| 2010 - 11 | À l'épreuve du temps                                          | Véronique Vienne                                                             | Graphisme aujourd'hui, patrimoine de demain ? |
| 2010 - 11 | À l'épreuve du temps                                          | Emily King                                                                   | Constituer une collection |
| 2012      | code<>outils<>design                                          | Kévin Donnot                                                                 | Code = design |
| 2012      | code<>outils<>design                                          | Annick Lantenois                                                             | Ouvrir des chemins |
| 2012      | code<>outils<>design                                          | Casey Reas & Chandler McWilliams                                             | Programmer avec Erik van Blokland, Catalogtree, Amanda Cox, Nicholas Felton, FIELD, LUST, Boris Müller, onformative, Jonathan Puckey, Sosolimited & Trafik                         |
| 2013      | Signalétiques                                                 | Jérôme Denis & David Pontille                                                | Écologie graphique & Signalétique urbaine |
| 2013      | Signalétiques                                                 | Rafael Soares Gonçalves                                                      | Une loi pour une ville propre |
| 2013      | Signalétiques                                                 | Jérôme Denis & David Pontille                                                | Helvetica & le métro de New York City |
| 2013      | Signalétiques                                                 | Vanina Pinter                                                                | La Signalétique : points de vue des graphistes |
| 2014      | Vingt ans de Graphisme en France                              | Michel Wlassikoff                                                            | Deux décennies de Graphisme en France |
| 2014      | Vingt ans de Graphisme en France                              | Vivien Philizot                                                              | Design graphique & métamorphoses du spectacle — Quelques notes de bas de page à Dix notes de bas de page à un manifeste                                                            |
| 2014      | Vingt ans de Graphisme en France                              | Alice Savoie                                                                 | Dessiner la recherche en typographie |
| 2014      | Vingt ans de Graphisme en France                              | Anthony Masure                                                               | Graphisme en numérique : entre certitudes et incertitudes |
| 2014      | Vingt ans de Graphisme en France                              | Tombolo                                                                      | Saumon tambour |
| 2015      | La direction artistique de presse et de magazines             | Pierre Ponant                                                                | Les Origines de la direction artistique |
| 2015      | La direction artistique de presse et de magazines             | Véronique Vienne                                                             | État des lieux de la direction artistique en France |
| 2015      | La direction artistique de presse et de magazines             | Angelo Cirimele                                                              | La direction artistique à l'heure du digital |
| 2015      | La direction artistique de presse et de magazines             | Francesco Franchi                                                            | Être directeur artistique dans un journal |
| 2016      | Recherche, design graphique et typographie, un état des lieux | Éloïsa Pérez                                                                 | Pratiques de recherche en design graphique : état des lieux d’une construction |
| 2016      | Recherche, design graphique et typographie, un état des lieux | Alice Twemlow (en)                                                           | La recherche actuelle en design graphique |
| 2016      | Recherche, design graphique et typographie, un état des lieux | Catherine Guiral                                                             | Note introductive sur une recherche autour du travail de Pierre Faucheux |
| 2016      | Recherche, design graphique et typographie, un état des lieux | Annick Lantenois & Gilles Rouffineau                                         | Chantier en cours, la recherche dans l’option « design graphique » de l’École supérieure d'art et design de Grenoble-Valence                                                       |
| 2016      | Recherche, design graphique et typographie, un état des lieux | Sébastien Morlighem                                                          | Typographie, l’apprentissage d’une recherche |
| 2016      | Recherche, design graphique et typographie, un état des lieux | Catherine de Smet                                                            | Un programme Grapus, chronique d’une recherche |
| 2017      | Logos et des identités visuelles                              | R. Roger Remington                                                           | Un regard historique sur l'identité visuelle |
| 2017      | Logos et des identités visuelles                              | Paul Rand                                                                    | Logos, drapeaux & écussons |
| 2017      | Logos et des identités visuelles                              | Vivien Philizot                                                              | Logologie, ce que logo veut dire |
| 2017      | Logos et des identités visuelles                              | Ruedi Baur                                                                   | Faut-il « brander » un État démocratique ? Pour une culture civique de la représentation du secteur public                                                                         |
| 2017      | Logos et des identités visuelles                              | Martin Lorenz                                                                | Des identités visuelles statiques aux identités visuelles flexibles |
| 2018      | Exposer le design graphique                                   | Clémence Imbert                                                              | « Vous en faites une œuvre » — Quelques réflexions sur les expositions de graphisme                                                                                                |
| 2018      | Exposer le design graphique                                   | Maddalena Dalla Mura                                                         | Les graphistes face au commissariat d'exposition et au graphisme d'auteur |
| 2018      | Exposer le design graphique                                   | Lise Brosseau                                                                | Note sur les pratiques curatoriales des designers graphiques |
| 2018      | Exposer le design graphique                                   | John Sueda                                                                   | Expositions : graphisme, participation, commissariat, enseignement |
| 2019      | transmission création variation                               | Thomas Huot-Marchand                                                         | De main en main. La transmission de la création de caractères en France, 1979-2019                                                                                                 |
| 2019      | transmission création variation                               | Sébastien Morlighem                                                          | Renouveau |
| 2019      | transmission création variation                               | Indra Kupferschmid (de)                                                      | L'avenir est variable |
| 2020      | Écrire le design graphique                                    | Léonore Conte                                                                | En écrivant. Réflexions sur les pratiques de l'écrit chez les designers graphiques                                                                                                 |
| 2020      | Écrire le design graphique                                    | Nolwenn Maudet et Vivien Philizot                                            | Écrire avec Ellen Lupton |
| 2020      | Écrire le design graphique                                    | Ellen Lupton                                                                 | Disciplines du design. Écrire avec Foucault |
| 2020      | Écrire le design graphique                                    | Nolwenn Maudet et Vivien Philizot                                            | Dire et faire le graphisme. Où l'on apprend que personne ne s'entend sur les mots du design graphique et que les distinctions terminologiques ont des conséquences sur la pratique |
| 2020      | Écrire le design graphique                                    | Richard Niessen (nl)                                                         | Les écrits fondateurs du Palais de la maçonnerie typographique |
| 2021      | Design graphique et société                                   | Max Bruinsma (en)                                                            | Le design est-il social ? |
| 2021      | Design graphique et société                                   | Élodie Boyer                                                                 | J'aime la mayonnaise |
| 2021      | Design graphique et société                                   | Éloïsa Pérez                                                                 | Le discours des formes : supports et enjeux de la transmission des savoirs à l’école                                                                                               |
| 2022      | Création, outils, recherche                                   | Julie Blanc & Nolwenn Maudet                                                 | Code <-> Design graphique — Dix ans de relations |
| 2022      | Création, outils, recherche                                   | Anne-Lyse Renon                                                              | Design graphique, sciences sociales et humanités numériques — Archives et outils de la recherche                                                                                   |
| 2022      | Création, outils, recherche                                   | Joost Grootens                                                               | Tools R Us |
| 2023      | Histoire(s) de design graphique                               | Conversation entre Sara De Bondt (nl), Catherine Guiral & Alice Twemlow (en) | Conversation entre Sara De Bondt (nl), Catherine Guiral & Alice Twemlow (en) |
| 2024      | Graphisme en France, 30e anniversaire                         | Olivier Huz                                                                  | Graphisme d’utilité publique — L’apparence et le sens |
| 2024      | Graphisme en France, 30e anniversaire                         | Vivien Philizot                                                              | Design graphique — Trente mille ans de culture visuelle, trente ans de recherche                                                                                                   |
| 2024      | Graphisme en France, 30e anniversaire                         | Étienne Mineur                                                               | Design graphique et intelligence artificielle |
| 2025      | Futur souhaitable                                             | Roxane Jubert                                                                | Le graphisme au prisme du monde à venir |
| 2025      | Futur souhaitable                                             | Florence Cortat Roller                                                       | Que peut le design graphique dans l’anthropocène ? |
| 2025      | Futur souhaitable                                             | Nolwenn Maudet                                                               | Quelles formes pour un Web frugal ? |
| 2025      | Futur souhaitable                                             | Mark van Wageningen                                                          | Offgrid / Hors-réseau |